# Kąśna Dolna
Kąśna Dolna – wieś w Polsce położona w województwie małopolskim, w powiecie tarnowskim, w gminie Ciężkowice.
W latach 1975–1998 miejscowość znajdowała się w województwie tarnowskim.
Przez Kąśną Dolną biegnie linia kolejowa nr 96 Tarnów – Leluchów.

## Zabytki
Obiekt wpisany do rejestru zabytków nieruchomych województwa małopolskiego.
- Zespół dworski: dwór, oficyna, park.
Dwór należał do Ignacego Paderewskiego. W 1990 urządzono w nim muzeum Paderewskiego oraz siedzibę Centrum Paderewskiego Tarnów-Kąśna Dolna. Główne cele Centrum to upowszechnianie muzyki klasycznej i propagowanie pamięci o Paderewskim. Odbywają się tu m.in. koncerty i warsztaty muzyczne.

### Inne zabytki
Dawne zabudowania dworskie: stara gorzelnia, młyn, mała elektrownia wodna oraz stajnie dworskie.

## Galeria zdjęć

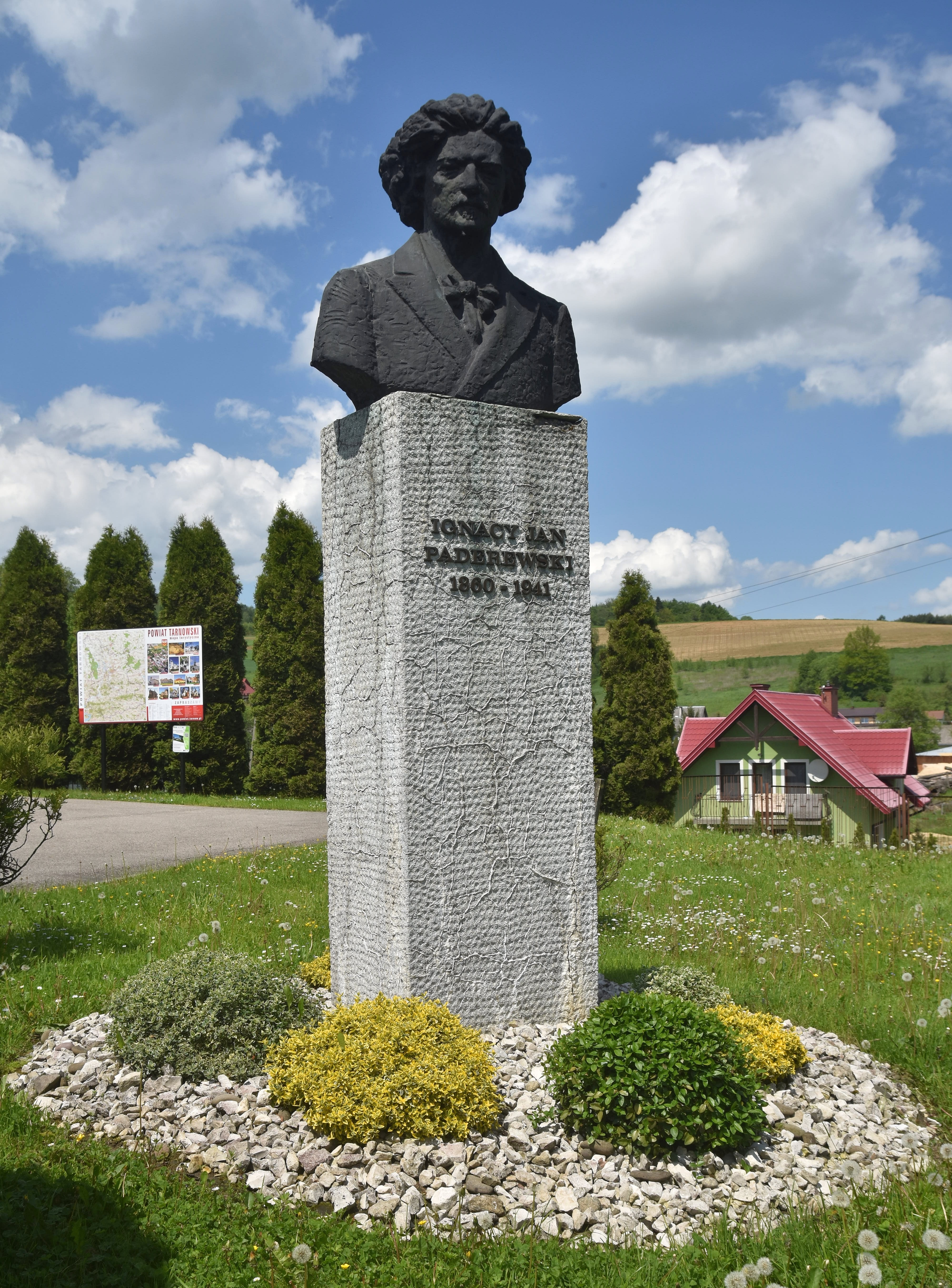
Popiersie Paderewskiego przy dworku
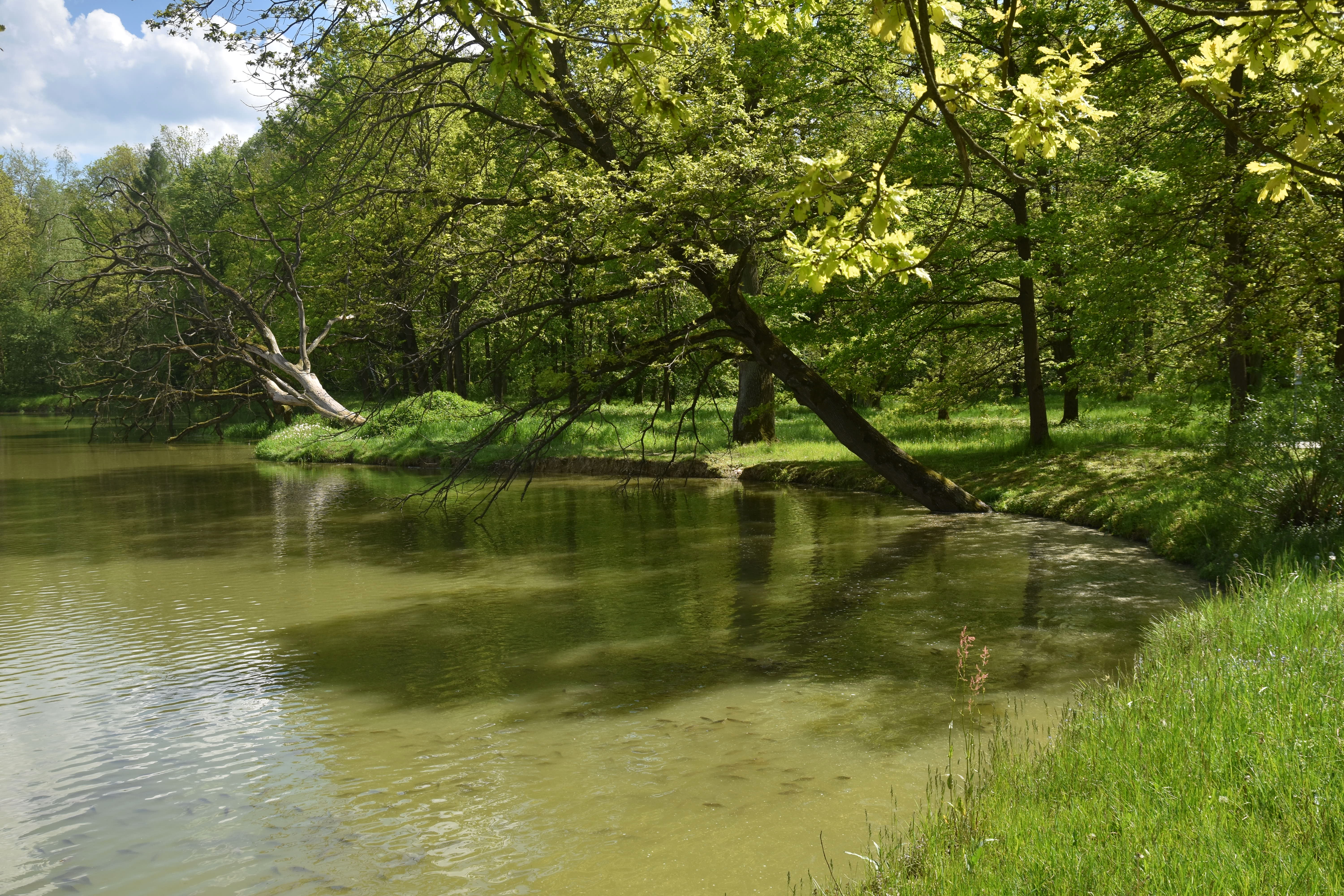
Fragment parku przy zbiorniku wodnym